# Dowództwo Okręgu Korpusu Nr VI

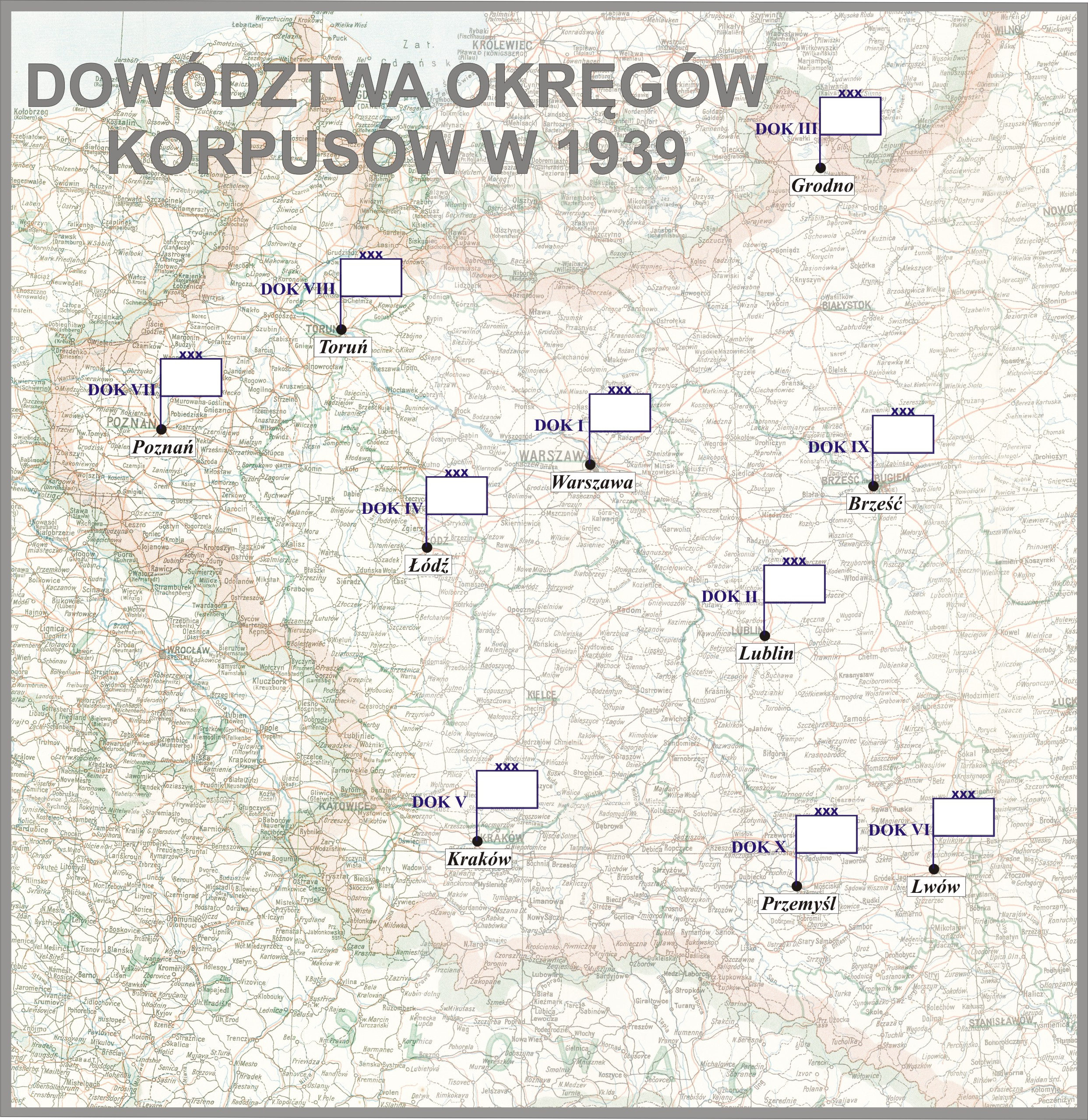
DOK w 1939

Dowództwo Okręgu Korpusu Nr VI (DOK VI) – terytorialny organ Ministerstwa Spraw Wojskowych okresu II RP, pełniący funkcje administracyjno-gospodarcze, mobilizacyjne i garnizonowo-porządkowe z siedzibą w garnizonie Lwów.
Podczas kampanii wrześniowej Dowództwo Okręgu Korpusu Nr VI mieściło się przy Placu Bernardyńskim we Lwowie.

## Obsada personalna dowództwa okręgu
Dowódcy okręgu
- gen. por. Emil Gołogórski (10 VI 1919 – 10 III 1920)
- gen. por. Robert Lamezan-Salins (III 1920 – 31 VIII 1921)
- gen. dyw. Władysław Jędrzejewski (od 5 X 1921)
- gen. dyw. Juliusz Tarnawa-Malczewski (od 1 IV 1924)
- gen. dyw. Władysław Sikorski (od 14 XI 1925)
- gen. bryg. Bolesław Popowicz (od 20 III 1928)
- gen. bryg. Aleksander Litwinowicz (od 12 X 1935)
- gen. bryg. Józef Zając (20 VII - 3 VIII 1936 → Inspektor Obrony Powietrznej Państwa)
- gen. bryg. Michał Tokarzewski-Karaszewicz (od 3 VIII 1936)
- gen. bryg. Władysław Langner (14 II 1938 – 22 IX 1939)

Zastępcy dowódcy okręgu
- gen. ppor. Adam Nowotny-Lachowicki-Czechowicz (od 3 VI 1919)
- gen. dyw. Mieczysław Linde (25 IX 1921 – 1927)
- gen. bryg. Eugeniusz Ślaski (cz.p.o. od XII 1925)

Szefowie sztabu
- płk SG Jan Thullie (1919 – VIII 1920)
- płk SG Kazimierz Ścibor-Rylski (1923 – 22 VIII 1924 → dyspozycja MSWojsk.)
- płk SG Jerzy Wołkowicki (22 VIII – 1 X 1924 → I oficer sztabu Inspektora Armii Nr V)
- ppłk / płk SG Antoni Kamiński (15 X 1924 – 14 IX 1926 → dyspozycja szefa SG)
- płk SG Adam Koc (14 IX 1926 – 21 III 1928 → stan nieczynny)
- ppłk dypl. Tadeusz Lubicz-Niezabitowski (III 1928 – VI 1930)
- ppłk dypl. Mikołaj Freund-Krasicki (VI 1930 – III 1932)
- ppłk dypl. Ludwik Lepiarz (do 1934)
- ppłk dypl. Kazimierz Szydłowski (od 1934)
- płk dypl. piech. Ludwik Rudka (I 1938 – IX 1939)

Zastępcy szefa sztabu
- ppłk SG Adam Ajdukiewicz (był w 1923)[2]
- ppłk SG Jan Pryziński (od 15 X 1923)
- płk SG Juliusz Drapella (od 2 XI 1924)

Sztabowy oficer inspekcyjny artylerii Okręgu Generalnego „Lwów”
- ppłk art. Antoni Klemens Meravigilia-Crivelli (od 9 VII 1920)

Szefostwo Artylerii i Służby Uzbrojenia Okręgu Korpusu Nr VI (1921–1926)
- szef - gen. bryg. Franciszek Meraviglia-Crivelli (od 25 X 1921)
- zastępca szefa - płk art. Karol Battaglia (od X 1925)

6 Okręgowe Szefostwo Artylerii (1926-1928)
- gen. bryg. Franciszek Meraviglia-Crivelli (do II 1927)
- płk art. inż. Jerzy Dobrowolski (od V 1927)
- gen. bryg. Mikołaj Majewski (28 I - III 1929)

Szefowie 6 Okręgowego Szefostwa Uzbrojenia / szefowie Szefostwa Uzbrojenia OK VI
- płk art. Roman Wesołowski (III 1929 – †4 IX 1930)
- mjr uzbr. inż. Władysław I Ostrowski (X 1931[3] – VI 1934[4])
- mjr uzbr. Henryk Poplewski (od VI 1934[5])

Szefowie inżynierii i saperów
- płk sap. Władysław Kornicki (1921 – 8 V 1926 → p.o. szefa Wojsk Technicznych OK VIII)

Szefowie łączności
- ppłk łącz. Zygmunt Zygmuntowicz (do VI 1924 → zastępca dowódcy 2 płącz)
- mjr łącz. Józef Rawski (do IX 1939[6]) †1940 Charków

Szefowie taborów
- ppłk tab. Artur Rössner (od 1 X 1925)
- mjr tab. Henryk Szwajkowski (do †30 I 1938)

Szefowie intendentury
- płk int. Henryk Fitz (VI 1919 – VI 1920)
- płk int. Aleksander Dąbrowski (p.o. 1920 – 1921)
- gen. bryg. Józef Schindler (1922 – 1924)
- ppłk int. Kazimierz Hubert (p.o. od 15 VI 1924[7])
- płk int. Ignacy Witek (1932[8])

Szefowie sanitarni (szefowie 6 Okręgowego Szefostwa Sanitarnego)
- płk lek. / gen. bryg. Ignacy Zieliński (V 1920 – IV 1927)
- płk lek. dr Franciszek Czechowicz (V 1927[9] – II 1929[10] → dyspozycja dowódcy OK VI)
- płk lek. dr Andrzej Kończacki (od VIII 1929[11])
- płk. lek. dr Franciszek Bałaszeskul (- IX 1939)[12]

Szefowie weterynarii
- p.o. kpt. lek. wet. Kazimierz Szczudłowski[13]
- płk lek. wet. Stefan Jakubowski (był w 1923)[2]
- płk lek. wet. Aleksander Michałowski (1 III 1922 – X 1925)
- ppłk lek. wet. Leopold Dobiasz (31 XII 1927 – 1931)

Szefowie poborowi / inspektorzy poborowi / pomocnicy dowódcy do spraw uzupełnień
- ppłk / płk piech. Stanisław Hlawaty (1923 – 30 VI 1925)

Szefowie remontu
- płk Stefan Malinowski (1923)[2]

Szefowie duszpasterstwa wyznania katolickiego
- ks. dziekan Karol Bogucki (1923–1928)

6 Okręgowy Urząd Wychowania Fizycznego i Przysposobienia Wojskowego
Kierownicy
- ppłk piech. Zygmunt Cšadek (XII 1929 – I 1931)
- ppłk piech. Jan Świątecki (I 1931 – VI 1933)
- mjr piech. Stefan Wyczółkowski (p.o. VI 1933 – VI 1934)
- ppłk dypl. piech. Szymon Kocur (VI 1934 – IV 1937)
- płk dypl. piech. dr Franciszek Polniaszek (1937 – 1939)
- zastępca kierownika – ppłk piech. Alfred Greffner[a]
- kierownik referatu – kpt. adm. (piech.) Stanisław VI Zieliński
- kierownik referatu wyszkolenia – kpt. adm. (art.) Jakub Szopiński
- komendant Okręgu Związku Strzeleckiego nr VI – mjr piech. Józef Hornberger
- komendant Legii Akademickiej – mjr piech. Jan Krysa

Oficerowie
- kpt. Kazimierz Czyhiryn – adiutant dowódcy okręgu (od 1938)
- kpt. Jakub Krzywoszyński (od 1 XII 1919)[17]
- płk Adolf Jachimowicz (1929 inspektor poboru)[18]